# 羚羊礁
羚羊礁（英语：Antelope Reef），越方稱之為海參岩（越南语：／），位于南中国海西沙群岛永乐群岛永乐环礁西南部，金银岛以东3.5海里，为近似三角形封闭的珊瑚环礁，内有潟湖，礁盘南北长12公里，东西最宽处约4公里，退潮时大面积出露，台风大潮时多被海水淹没。中国渔民俗称“筐仔”、“筐仔峙”。羚羊礁上有人工堆砌的护堤，常有在此打渔的中国渔民驻守。设有“中国·西沙羚羊礁警务区”的警务碑。
羚羊礁现有中华人民共和国政府实际控制，行政区划属海南省三沙市西沙区管辖。由三沙市永乐群岛管理委员会直接管辖，设有群众自治组织羚羊社区。越南政府亦声称拥有其主权。